# 龙在云
龙在云（1905年—1982年2月24日），男，湖南湘乡人，中国药事管理专家，曾任药典委员会副主任委员，第五届全国政协委员。